# 大瑞镇
大瑞乡（羅馬化：dap shot），是中华人民共和国四川省凉山彝族自治州越西县下辖的一个乡镇级行政单位。

## 行政区划
大瑞乡下辖以下地区：
郑家湾村、瑞塘村、挖布村、瑞埝村、瑞香村、瑞云村、林沟村、瑞林村、瑞青村、瑞联村、瑞龙村、大古村和瑞城村。